# Natação nos Jogos Olímpicos de Verão de 1992
A natação nos Jogos Olímpicos de Verão de 1992 foi realizada em Barcelona, na Espanha.
Os destaques desta edição foram o russo Alexander Popov, e os húngaros Tamás Darnyi e Krisztina Egerszegi. 

## Eventos da natação
Masculino: 50 metros livre | 100 metros livre | 200 metros livre | 400 metros livre | 1500 metros livre | 100 metros costas | 200 metros costas | 100 metros peito | 200 metros peito | 100 metros borboleta | 200 metros borboleta | 400 metros medley | 400 metros medley | 4x100 metros livre | 4x200 metros livre | 4x100 metros medley
Feminino: 50 metros livre | 100 metros livre | 200 metros livre | 400 metros livre | 800 metros livre | 100 metros costas | 200 metros costas | 100 metros peito | 200 metros peito | 100 metros borboleta | 200 metros borboleta | 200 metros medley | 400 metros medley | 4x100 metros livre | 4x100 metros medley

## Masculino

### 50 metros livre masculino
| Pos. | País                   | Atletas         | Tempo |
| ---- | ---------------------- | --------------- | ----- |
|      | Equipa Unificada (EUN) | Alexander Popov | 21s91 |
|      | Estados Unidos (USA)   | Matt Biondi     | 22s09 |
|      | Estados Unidos (USA)   | Tom Jager       | 22s30 |

Final:
1. EUN Alexander Popov, 21.91
2. USA Matt Biondi, 22.09
3. USA Tom Jager, 22.30
4. RSA Peter Williams, 22.50

1. FRA Christophe Kalfayan, 22.50
2. GBR Mark Foster, 22.52
3. EUN Gennadiy Prigoda, 22.54
4. GER Nils Rudolph, 22.73

### 100 metros livre masculino
| Pos. | País                   | Atletas         | Tempo |
| ---- | ---------------------- | --------------- | ----- |
|      | Equipa Unificada (EUN) | Alexander Popov | 49s02 |
|      | Brasil (BRA)           | Gustavo Borges  | 49s43 |
|      | França (FRA)           | Stéphan Caron   | 49s50 |

Final:
1. EUN Alexander Popov, 49.02
2. BRA Gustavo Borges, 49.43
3. FRA Stéphan Caron, 49.50
4. USA Jon Olsen, 49.51
5. USA Matt Biondi, 49.53
6. SWE Tommy Werner, 49.63
7. GER Christian Tröger, 49.84
8. EUN Gennadiy Prigoda, 50.25

### 200 metros livre masculino
| Pos. | País                   | Atletas         | Tempo   |
| ---- | ---------------------- | --------------- | ------- |
|      | Equipa Unificada (EUN) | Yevgeny Sadovyi | 1m46s70 |
|      | Suécia (SWE)           | Anders Holmertz | 1m46s86 |
|      | Finlândia (FIN)        | Antti Kasvio    | 1m47s63 |

Final:
1. EUN Yevgeny Sadovyi, 1:46.70
2. SWE Anders Holmertz, 1:46.86
3. FIN Antti Kasvio, 1:47.63
4. POL Artur Wodjat, 1:48.24
5. EUN Vladimir Pyshnenko, 1:48.32
6. USA Joseph Hudepohl, 1:48.36
7. GER Steffen Zesner, 1:48.84
8. USA Doug Gjertsen, 1:50.57

### 400 metros livre masculino
| Pos. | País                   | Atletas         | Tempo   |
| ---- | ---------------------- | --------------- | ------- |
|      | Equipa Unificada (EUN) | Yevgeny Sadovyi | 3m45s00 |
|      | Austrália (AUS)        | Kieren Perkins  | 3m45s16 |
|      | Suécia (SWE)           | Anders Holmertz | 3m46s77 |

Final:
1. EUN Yevgeny Sadovyi, 3:45.00
2. AUS Kieren Perkins, 3:45.16
3. SWE Anders Holmertz, 3:46.77
4. POL Artur Wodjat, 3:48.10
5. AUS Ian Brown, 3:48.79
6. GER Sebastian Wiese, 3:49.06
7. GER Stefan Pfeiffer, 3:49.75
8. NZL Danyon Loader, 3:49.97

### 1500 metros livre masculino
| Pos. | País            | Atletas        | Tempo    |
| ---- | --------------- | -------------- | -------- |
|      | Austrália (AUS) | Kieren Perkins | 14m43s48 |
|      | Austrália (AUS) | Glen Housman   | 14m55s29 |
|      | Alemanha (GER)  | Jörg Hoffmann  | 15m02s29 |

Final:
1. AUS Kieren Perkins, 14:43.48
2. AUS Glen Housman, 14:55.29
3. GER Jörg Hoffmann, 15:02.29
4. GER Stefan Pfeiffer, 15:04.28
5. GBR Ian Wilson, 15:13.35
6. SLO Igor Majcen, 15:19.12
7. USA Lawrence Frostad, 15:19.41
8. EUN Viktor Andreev, 15:33.94

### 100 metros costas masculino
| Pos. | País                 | Atletas        | Tempo |
| ---- | -------------------- | -------------- | ----- |
|      | Canadá (CAN)         | Mark Tewksbury | 53s98 |
|      | Estados Unidos (USA) | Jeff Rouse     | 54s04 |
|      | Estados Unidos (USA) | David Berkoff  | 54s78 |

Final:
1. CAN Mark Tewksbury, 53.98
2. USA Jeff Rouse, 54.04
3. USA David Berkoff, 54.78
4. ESP Martín López-Zubero, 54.96
5. EUN Vladimir Selkov, 55.49
6. FRA Franck Schott, 55.72
7. CUB Rodolfo Falcón, 55.76
8. GER Dirk Richter, 56.26

### 200 metros costas masculino
| Pos. | País                   | Atletas             | Tempo   |
| ---- | ---------------------- | ------------------- | ------- |
|      | Espanha (ESP)          | Martín López-Zubero | 1m58s47 |
|      | Equipa Unificada (EUN) | Vladimir Selkov     | 1m58s87 |
|      | Itália (ITA)           | Stefano Battistelli | 1m59s40 |

Final:
1. ESP Martín López-Zubero, 1:58.47
2. EUN Vladimir Selkov, 1:58.87
3. ITA Stefano Battistelli, 1:59.40
4. JPN Hajime Itoi, 1:59.52
5. USA Tripp Schwenk, 1:59.73
6. GER Tino Weber, 1:59.78
7. HUN Tamás Deutsch, 2:00.06
8. BEL Dirk Richter, 2:00.91

### 100 metros peito masculino
| Pos. | País                 | Atletas       | Tempo   |
| ---- | -------------------- | ------------- | ------- |
|      | Estados Unidos (USA) | Nelson Diebel | 1m01s50 |
|      | Hungria (HUN)        | Norbert Rózsa | 1m01s68 |
|      | Austrália (AUS)      | Phil Rogers   | 1m01s76 |

Final:
1. USA Nelson Diebel, 1:01.50
2. HUN Norbert Rózsa, 1:01.68
3. AUS Phil Rogers, 1:01.76
4. JPN Akira Hayashi, 1:01.86
5. EUN Vassili Ivanov, 1:01.87
6. EUN Dmitri Volkov, 1:02.07
7. GBR Nick Gillingham, 1:02.32
8. GBR Adrian Moorhouse, 1:02.33

### 200 metros peito masculino
| Pos. | País                 | Atletas         | Tempo   |
| ---- | -------------------- | --------------- | ------- |
|      | Estados Unidos (USA) | Mike Barrowman  | 2m10s16 |
|      | Hungria (HUN)        | Norbert Rózsa   | 2m11s23 |
|      | Grã-Bretanha (GBR)   | Nick Gillingham | 2m11s29 |

Final:
1. USA Mike Barrowman, 2:10.16
2. HUN Norbert Rózsa, 2:11.23
3. GBR Nick Gillingham, 2:11.29
4. ESP Sergio López Miró, 2:13.29
5. HUN Károly Güttler, 2:13.32
6. AUS Phil Rogers, 2:13.59
7. JPN Kenji Watanabe, 2:14.70
8. JPN Akira Hayashi, 2:15.11

### 100 metros borboleta masculino
| Pos. | País                 | Atletas       | Tempo |
| ---- | -------------------- | ------------- | ----- |
|      | Estados Unidos (USA) | Pablo Morales | 53s22 |
|      | Polônia (POL)        | Rafał Szukała | 53s35 |
|      | Suriname (SUR)       | Anthony Nesty | 53s41 |

Final:
1. USA Pablo Morales, 53.22
2. POL Rafał Szukała, 53.35
3. SUR Anthony Nesty, 53.41
4. EUN Pavlo Khnykin, 53.81
5. USA Melvin Stewart, 54.04
6. CAN Marcel Gery, 54.18
7. ESP Martín López-Zubero, 54.19
8. EUN Vladislav Kulikov, 54.26

### 200 metros borboleta masculino
| Pos. | País                 | Atletas         | Tempo   |
| ---- | -------------------- | --------------- | ------- |
|      | Estados Unidos (USA) | Melvin Stewart  | 1m56s26 |
|      | Nova Zelândia (NZL)  | Danyon Loader   | 1m57s93 |
|      | França (FRA)         | Franck Esposito | 1m58s51 |

Final:
1. USA Melvin Stewart, 1:56.26
2. NZL Danyon Loader, 1:57.93
3. FRA Franck Esposito, 1:58.51
4. POL Rafał Szukała, 1:58.89
5. JPN Keiichi Kawanaka, 1:58.97
6. EUN Denis Pankratov, 1:58.98
7. ROU Robert Pinter, 1:59.34
8. AUS Martin Roberts, 1:59.64

### 200 metros medley masculino
| Pos. | País                 | Atletas      | Tempo   |
| ---- | -------------------- | ------------ | ------- |
|      | Hungria (HUN)        | Tamás Darnyi | 2m00s76 |
|      | Estados Unidos (USA) | Greg Burgess | 2m00s97 |
|      | Hungria (HUN)        | Attila Czene | 2m01s00 |

Final:
1. HUN Tamás Darnyi, 2:00.76
2. USA Greg Burgess, 2:00.97
3. HUN Attila Czene, 2:01.00
4. FIN Jani Sievinen, 2:01.28
5. GER Christian Gessner, 2:01.97
6. USA Ron Karnaugh, 2:02.18
7. AUS Fadi Kouzmah, 2:02.79
8. CAN Gary Anderson, 2:04.30

### 400 metros medley masculino
| Pos. | País                 | Atletas       | Tempo   |
| ---- | -------------------- | ------------- | ------- |
|      | Hungria (HUN)        | Tamás Darnyi  | 4m14s23 |
|      | Estados Unidos (USA) | Eric Namesnik | 4m15s57 |
|      | Itália (ITA)         | Luca Sacchi   | 4m16s34 |

Final:
1. HUN Tamás Darnyi, 4:14.23
2. USA Eric Namesnik, 4:15.57
3. ITA Luca Sacchi, 4:16.34
4. USA David Wharton, 4:17.26
5. GER Christian Gessner, 4:17.88
6. GER Patrick Kühl, 4:19.66
7. EUN Serguei Mariniouk, 4:22.93
8. JPN Takahiro Fujimoto, 4:23.80

### 4x100 metros livre masculino
| Pos. | País                   | Atletas                                                      | Tempo   |
| ---- | ---------------------- | ------------------------------------------------------------ | ------- |
|      | Estados Unidos (USA)   | Joe Hudepohl Jon Olsen Tom Jager Matt Biondi                 | 3m16s74 |
|      | Equipa Unificada (EUN) | Gennady Prigoda Yuri Bashkatov Pavel Khnykin Alexander Popov | 3m17s56 |
|      | Alemanha (GER)         | Dirk Richter Christian Tröger Steffen Zesner Mark Pinger     | 3m17s90 |

Final:
1. Estados Unidos (Joe Hudepohl, Matt Biondi, Tom Jager, Jon Olsen), 3:16.74
2. Equipe Unificada (Pavlo Khnykin, Gennadiy Prigoda, Yuri Bashkatov, Alexander Popov), 3:17.56
3. Alemanha (Christian Tröger, Dirk Richter, Steffen Zesner, Mark Pinger), 3:17.90
4. França (Christophe Kalfayan, Franck Schott, Frédéric Lefevre, Stéphan Caron), 3:19.16
5. Suécia (Tommy Werner, Hakan Karlsson, Fredrik Letzler, Anders Holmertz), 3:20.10
6. Brasil (José Carlos Souza, Gustavo Borges, Emanuel Nascimento, Cristiano Michelena), 3:20.99
7. Reino Unido (Roland Lee, Mark Foster, Mike Fibbens, Paul Howe), 3:21.75
8. Austrália (Chris Fydler, Andrew Baildon, Tom Stachewicz, Darren Lange), 3:22.04

### 4x200 metros livre masculino
| Pos. | País                   | Atletas                                                               | Tempo   |
| ---- | ---------------------- | --------------------------------------------------------------------- | ------- |
|      | Equipa Unificada (EUN) | Dmitri Lepikov Vladimir Pychnenko Veniamin Taianovich Yevgeny Sadovyi | 7m11s95 |
|      | Suécia (SWE)           | Christer Wallin Anders Holmertz Tommy Werner Lars Frölander           | 7m15s51 |
|      | Estados Unidos (USA)   | Joe Hudepohl Melvin Stewart Jon Olsen Doug Gjertsen                   | 7m16s23 |

Final:
1. Equipe Unificada (Dmitri Lepikov, Vladimir Pyshnenko, Veniamin Tayanovich, Yevgeny Sadovyi), 7:11.95
2. Suécia (Christer Wallin, Anders Holmertz, Tommy Werner, Lars Frölander), 7:15.51
3. Estados Unidos (Joe Hudepohl, Mel Stewart, Jon Olsen, Doug Gjertsen), 7:16.23
4. Alemanha (Peter Sitt, Steffen Zesner, Andreas Szigat, Steffan Pfiffer), 7:16.58
5. Itália (Roberto Gleria, Giorgio Lamberti, Massimo Trevisan, Stefano Battistelli), 7:18.10
6. Reino Unido (Paul Palmer, Steven Mellor, Stephen Akers, Paul Howe), 7:22.57
7. Brasil (Gustavo Borges, Emanuel Nascimento, Teófilo Ferreira, Cristiano Michelena), 7:24.03
8. Austrália (Ian Brown, Deane Pieters, Kieren Perkins, Duncan Armstrong), DSQ

### 4x100 metros medley masculino
| Pos. | País                   | Atletas                                                       | Tempo   |
| ---- | ---------------------- | ------------------------------------------------------------- | ------- |
|      | Estados Unidos (USA)   | Jeff Rouse Nelson Diebel Pablo Morales Jon Olsen              | 3m36s93 |
|      | Equipa Unificada (EUN) | Vladimir Selkov Vassili Ivanov Pavel Khnykine Alexander Popov | 3m38s56 |
|      | Canadá (CAN)           | Mark Tewksbury Jonathan Cleveland Marcel Gery Stephen Clarke  | 3m39s66 |

Final:
1. Estados Unidos (Jeff Rouse, Nelson Diebel, Pablo Morales, Jon Olsen), 3:36.93
2. Equipe Unificada (Vladimir Selkov, Vassili Ivanov, Pavlo Khnykin, Alexander Popov), 3:38.56
3. Canadá (Mark Tewksbury, Jonathan Cleveland, Marcel Gery, Stephen Clarke), 3:39.66
4. Alemanha (Tino Weber, Mark Warnecke, Christian Keller, Mark Pinger), 3:40.19
5. França (Franck Schott, Stéphane Vossart, Bruno Gutzeit, Stéphan Caron), 3:40.51
6. Hungria (Tamás Deutsch, Norbert Rózsa, Peter Horvath, Bela Szabados), 3:42.03
7. Austrália (Tom Stachewicz, Phil Rogers, Jon Sieben, Chris Fydler), 3:42.65
8. Japan (Hajime Itoi, Akira Hayashi, Keiichi Kawanaka, Tsutomu Nakano), 3:43.25

## Feminino

### 50 metros livre feminino
| Pos. | País                 | Atletas       | Tempo |
| ---- | -------------------- | ------------- | ----- |
|      | China (CHN)          | Wenyi Yang    | 24s79 |
|      | China (CHN)          | Yong Zhuang   | 25s08 |
|      | Estados Unidos (USA) | Angel Martino | 25s23 |

Final:
1. CHN Wenyi Yang, 24.79 (WR)
2. CHN Yong Zhuang, 25.08
3. USA Angel Martino, 25.23
4. FRA Catherine Plewinski, 25.36
5. USA Jenny Thompson, 25.37
6. EUN Nataliya Meshcheryakova, 25.47
7. GER Simone Osygus, 25.74
8. NED Inge de Bruijn, 25.84

### 100 metros livre feminino
| Pos. | País                 | Atletas               | Tempo |
| ---- | -------------------- | --------------------- | ----- |
|      | China (CHN)          | Yong Zhuang           | 54s64 |
|      | Estados Unidos (USA) | Jenny Thompson        | 54s84 |
|      | Alemanha (GER)       | Franziska van Almsick | 54s94 |

Final:
1. CHN Yong Zhuang, 54.64
2. USA Jenny Thompson, 54.84
3. GER Franziska van Almsick, 54.94
4. USA Nicole Haislett, 55.19
5. FRA Catherine Plewinski, 55.72
6. CHN Le Jingyi, 55.89
7. GER Simone Osygus, 55.93
8. NED Karin Brienesse, 56.59

### 200 metros livre feminino
| Pos. | País                 | Atletas               | Tempo   |
| ---- | -------------------- | --------------------- | ------- |
|      | Estados Unidos (USA) | Nicole Haislett       | 1m57s90 |
|      | Alemanha (GER)       | Franziska van Almsick | 1m58s00 |
|      | Alemanha (GER)       | Kerstin Kielgass      | 1m59s67 |

Final:
1. USA Nicole Haislett, 1:57.90
2. GER Franziska van Almsick, 1:58.00
3. GER Kerstin Kielgass, 1:59.67
4. FRA Catherine Plewinski, 1:59.88
5. ROU Luminita Dobrescu, 2:00.48
6. JPN Suzu Chiba, 2:00.64
7. EUN Olga Kirichenko, 2:00.90
8. CHN Lu Bin, 2:02.10

### 400 metros livre feminino
| Pos. | País                 | Atletas      | Tempo   |
| ---- | -------------------- | ------------ | ------- |
|      | Alemanha (GER)       | Dagmar Hase  | 4m07s18 |
|      | Estados Unidos (USA) | Janet Evans  | 4m07s37 |
|      | Austrália (AUS)      | Hayley Lewis | 4m11s22 |

Final:
1. GER Dagmar Hase, 4:07.18
2. USA Janet Evans, 4:07.37
3. AUS Hayley Lewis, 4:11.22
4. USA Erika Hansen, 4:11.50
5. GER Kerstin Kielgass, 4:11.52
6. BEL Isabelle Arnould, 4:13.75
7. SWE Malin Nilsson, 4:14.10
8. JPN Suzu Chiba, 4:15.71

### 800 metros livre feminino
| Pos. | País                 | Atletas      | Tempo   |
| ---- | -------------------- | ------------ | ------- |
|      | Estados Unidos (USA) | Janet Evans  | 8m25s52 |
|      | Austrália (AUS)      | Hayley Lewis | 8m30s34 |
|      | Alemanha (GER)       | Jana Henke   | 8m30s99 |

Final:
1. USA Janet Evans, 8:25.52
2. AUS Hayley Lewis, 8:30.34
3. GER Jana Henke, 8:30.99
4. NZL Philippa Langrell, 8:35.57
5. NOR Irene Dalby, 8:37.12
6. TCH Olga Šplíchalová, 8:37.66
7. USA Erika Hansen, 8:39.25
8. BEL Isabelle Arnould, 8:41.86

### 100 metros costas feminino
| Pos. | País                 | Atletas             | Tempo   |
| ---- | -------------------- | ------------------- | ------- |
|      | Hungria (HUN)        | Krisztina Egerszegi | 1m00s68 |
|      | Hungria (HUN)        | Tünde Szabó         | 1m01s14 |
|      | Estados Unidos (USA) | Lea Loveless        | 1m01s43 |

Final:
1. HUN Krisztina Egerszegi, 1:00.68
2. HUN Tünde Szabó, 1:01.14
3. USA Lea Loveless, 1:01.43
4. AUS Nicole Stevenson, 1:01.78
5. USA Janie Wagstaff, 1:01.81
6. AUS Joanne Meehan, 1:02.07
7. EUN Nina Zhivanevskaya, 1:02.36
8. JPN Yoko Koikawa, 1:03.23

### 200 metros costas feminino
| Pos. | País            | Atletas             | Tempo   |
| ---- | --------------- | ------------------- | ------- |
|      | Hungria (HUN)   | Krisztina Egerszegi | 2m07s06 |
|      | Alemanha (GER)  | Dagmar Hase         | 2m09s46 |
|      | Austrália (AUS) | Nicole Stevenson    | 2m10s20 |

Final:
1. HUN Krisztina Egerszegi, 2:07.06
2. GER Dagmar Hase, 2:09.46
3. AUS Nicole Stevenson, 2:10.20
4. USA Lea Loveless, 2:11.54
5. NZL Anna Simcic, 2:11.99
6. HUN Tünde Szabó, 2:12.94
7. CRC Silvia Poll, 2:12.97
8. AUS Leigh Habler, 2:13.68

### 100 metros peito feminino
| Pos. | País                   | Atletas            | Tempo   |
| ---- | ---------------------- | ------------------ | ------- |
|      | Equipa Unificada (EUN) | Yelena Rudkovskaya | 1m08s00 |
|      | Estados Unidos (USA)   | Anita Nall         | 1m08s17 |
|      | Austrália (AUS)        | Samantha Riley     | 1m09s25 |

Final:
1. EUN Yelena Rudkovskaya, 1:08.00
2. USA Anita Nall, 1:08.17
3. AUS Samantha Riley, 1:09.25
4. CAN Guylaine Cloutier, 1:09.71
5. GER Jana Dörries, 1:09.77
6. HUN Gabriella Csépe, 1:10.19
7. ITA Manuela Dalla Valle, 1:10.39
8. GER Daniela Brendel, 1:11.05

### 200 metros peito feminino
| Pos. | País                 | Atletas       | Tempo   |
| ---- | -------------------- | ------------- | ------- |
|      | Japão (JPN)          | Kyoko Iwasaki | 2m26s65 |
|      | China (CHN)          | Li Lin        | 2m26s85 |
|      | Estados Unidos (USA) | Anita Nall    | 2m26s88 |

Final:
1. JPN Kyoko Iwasaki, 2:26.65
2. CHN Li Lin, 2:26.85
3. USA Anita Nall, 2:26.88
4. EUN Yelena Rudkovskaya, 2:28.47
5. CAN Guylaine Cloutier, 2:29.88
6. CAN Nathalie Giguere, 2:30.11
7. ITA Manuela Dalla Valle, 2:31.21
8. POL Alicja Pęczak, 2:31.76

### 100 metros borboleta feminino
| Pos. | País                 | Atletas                | Tempo |
| ---- | -------------------- | ---------------------- | ----- |
|      | China (CHN)          | Hong Qian              | 58s62 |
|      | Estados Unidos (USA) | Crissy Ahmann-Leighton | 58s74 |
|      | França (FRA)         | Catherine Plewinski    | 59s01 |

Final:
1. CHN Hong Qian, 58.62
2. USA Crissy Ahmann-Leighton, 58.74
3. FRA Catherine Plewinski, 59.01
4. CHN Wang Xiaohong, 59.10
5. AUS Susie O'Neill, 59.69
6. USA Summer Sanders, 59.82
7. GER Franziska van Almsick, 1:00.70
8. JPN Rie Shito, 1:01.16

### 200 metros borboleta feminino
| Pos. | País                 | Atletas        | Tempo   |
| ---- | -------------------- | -------------- | ------- |
|      | Estados Unidos (USA) | Summer Sanders | 2m08s67 |
|      | China (CHN)          | Xiaohong Wang  | 2m09s01 |
|      | Austrália (AUS)      | Susie O'Neill  | 2m09s03 |

Final:
1. USA Summer Sanders, 2:08.67
2. CHN Wang Xiaohong, 2:09.01
3. AUS Susie O'Neill, 2:09.03
4. JPN Mika Haruna, 2:09.88
5. JPN Rie Shito, 2:10.24
6. USA Angie Wester-Krieg, 2:11.46
7. DEN Mette Jacobsen, 2:11.87
8. ITA Ilaria Tocchini, 2:13.78

### 200 metros medley feminino
| Pos. | País                 | Atletas        | Tempo   |
| ---- | -------------------- | -------------- | ------- |
|      | China (CHN)          | Li Lin         | 2m11s65 |
|      | Estados Unidos (USA) | Summer Sanders | 2m11s91 |
|      | Alemanha (GER)       | Daniela Hunger | 2m13s92 |

Final:
1. CHN Li Lin, 2:11.65
2. USA Summer Sanders, 2:11.91
3. GER Daniela Hunger, 2:13.92
4. EUN Yelena Dendeberova, 2:15.47
5. AUS Elli Overton, 2:15.76
6. CAN Marianne Limpert, 2:17.09
7. CAN Nancy Sweetnam, 2:17.13
8. POL Ewa Synowska, 2:18.85

### 400 metros medley feminino
| Pos. | País                 | Atletas             | Tempo   |
| ---- | -------------------- | ------------------- | ------- |
|      | Hungria (HUN)        | Krisztina Egerszegi | 4m36s54 |
|      | China (CHN)          | Li Lin              | 4m36s73 |
|      | Estados Unidos (USA) | Summer Sanders      | 4m37s58 |

Final:
1. HUN Krisztina Egerszegi, 4:36.54
2. CHN Li Lin, 4:36.73
3. USA Summer Sanders, 4:37.58
4. AUS Hayley Lewis, 4:43.75
5. JPN Hideko Hiranaka, 4:46.24
6. GER Daniela Hunger, 4:47.57
7. JPN Eri Kimura, 4:47.78
8. POL Ewa Synowska, 4:53.32

### 4x100 metros livre feminino
| Pos. | País                 | Atletas                                                              | Tempo   |
| ---- | -------------------- | -------------------------------------------------------------------- | ------- |
|      | Estados Unidos (USA) | Nicole Haislett Angel Martino Jenny Thompson Dara Torres             | 3m39s46 |
|      | China (CHN)          | Jingyi Le Lu Bin Yong Zhuang Wenyi Yang                              | 3m40s12 |
|      | Alemanha (GER)       | Franziska van Almsick Daniela Hunger Simone Osygus Manuela Stellmach | 3m41s60 |

Final:
1. Estados Unidos (Nicole Haislett, Dara Torres, Angel Martino, Jenny Thompson), 3:39.46
2. China (Zhuang Yong, Lu Bin, Yang Wenyi, Le Jingyi), 3:40.12
3. Alemanha (Franziska van Almsick, Simone Osygus, Daniela Hunger, Manuela Stellmach), 3:41.60
4. Equipe Unificada (Nataliya Mescheryakova, Svetlana Leshukova, Yelena Dendeberova, Yelena Shubina), 3:43.68
5. Países Baixos (Diana van der Plaats, Mildred Muis, Marianne Muis, Karin Brienesse), 3:43.74
6. Dinamarca (Gitta Jensen, Mette Jacobsen, Berit Puggaard, Mane Nielsen), 3:47.81
7. Suécia (Eva Nyberg, Louise Karlsson, Ellenor Svensson, Malin Nilsson), 3:48.47
8. Canadá (Marianne Limpert, Nicole Dryden, Andrea Nugent, Allison Higson), 3:49.37

### 4x100 metros medley feminino
| Pos. | País                   | Atletas                                                                      | Tempo   |
| ---- | ---------------------- | ---------------------------------------------------------------------------- | ------- |
|      | Estados Unidos (USA)   | Crissy Ahmann-Leighton Lea Loveless Anita Nall Jenny Thompson                | 4m02s54 |
|      | Alemanha (GER)         | Franziska van Almsick Jana Dörries Dagmar Hase Daniela Hunger                | 4m05s19 |
|      | Equipa Unificada (EUN) | Nina Zhivanevskaya Olga Kiritchenko Natalia Meshcheryakova Elena Rudkovskaya | 4m06s44 |

Final:
1. Estados Unidos (Lea Loveless, Anita Nall, Crissy Ahmann-Leighton, Jenny Thompson), 4:02.54
2. Alemanha (Dagmar Hase, Jana Dörries, Franziska van Almsick, Daniela Hunger), 4:05.19
3. Equipe Unificada (Nina Zhivanevskaya, Yelena Rudkovskaya, Olga Kirichenko, Nataliya Mescheryakova), 4:06.44
4. China (Lin Li, Lou Xia, Qian Hong, Le Jingyi), 4:06.78
5. Austrália (Nicole Stevenson, Samantha Riley, Susie O'Neill, Lisa Curry), 4:07.01
6. Canadá (Nicole Dryden, Guylaine Cloutier, Kristin Topham, Andrea Nugent), 4:09.26
7. Japão (Yoko Koikawa, Kyoko Iwasaki, Yoko Kando, Suzu Chiba), 4:09.92
8. Países Baixos (Ellen Elzerman, Kira Bulten, Inge de Bruijn, Marianne Muis), 4:10.87

## Quadro de medalhas da natação
| Ordem | País                 | Medalha de ouro | Medalha de prata | Medalha de bronze | Total |
| ----- | -------------------- | --------------- | ---------------- | ----------------- | ----- |
| 1     | USA Estados Unidos   | 11              | 9                | 7                 | 27    |
| 2     | EUN Equipa Unificada | 6               | 3                | 1                 | 10    |
| 3     | HUN Hungria          | 5               | 3                | 1                 | 9     |
| 4     | CHN China            | 4               | 5                | 0                 | 9     |
| 5     | GER Alemanha         | 1               | 3                | 7                 | 11    |
| 6     | AUS Austrália        | 1               | 3                | 5                 | 9     |
| 7     | CAN Canadá           | 1               | 0                | 1                 | 2     |
| 8     | ESP Espanha          | 1               | 0                | 0                 | 1     |
| 8     | JPN Japão            | 1               | 0                | 0                 | 1     |
| 10    | SWE Suécia           | 0               | 2                | 1                 | 3     |
| 11    | BRA Brasil           | 0               | 1                | 0                 | 1     |
| 11    | NZL Nova Zelândia    | 0               | 1                | 0                 | 1     |
| 11    | POL Polônia          | 0               | 1                | 0                 | 1     |
| 14    | FRA França           | 0               | 0                | 3                 | 3     |
| 15    | ITA Itália           | 0               | 0                | 2                 | 2     |
| 16    | FIN Finlândia        | 0               | 0                | 1                 | 1     |
| 16    | GBR Grã-Bretanha     | 0               | 0                | 1                 | 1     |
| 16    | SUR Suriname         | 0               | 0                | 1                 | 1     |